# Angelo Mariani (director)
Angelo Maurizio Gaspare Mariani (Ravena, 11 de octubre de 1821 - Génova, 13 de junio de 1873) fue un director de orquesta y compositor italiano, que obtuvo la admiración de algunos de los más importantes compositores de ópera del siglo XIX, como Giuseppe Verdi, Gioacchino Rossini, Giacomo Meyerbeer o Richard Wagner. Mantuvo una larga amistad personal con Verdi, y estrenó su ópera Aroldo. También dirigió los estrenos en Italia de L'Africaine de Meyerbeer, Don Carlos de Verdi y Lohengrin y  Tannhäuser de Wagner.

## Biografía
Mariani estudió violín y composición con diversos profesores en su ciudad natal. Comenzó a ejercer como intérprete de violín y de viola en diferentes orquestas operísticas italianas, y, poco después, empieza a aparecer como director. En 1846 comienza a dirigir en diferentes teatros de Milán. Sus primeros grandes éxitos tienen lugar con dos óperas de Verdi: I due Foscari y Nabucco. En 1847 obtiene el cargo de director musical del Teatro de la Corte de Copenhague. Regresa a Italia coincidiendo con la Revolución de 1848, en la que participa como voluntario. Posteriormente se traslada a Constantinopla, donde ejerce como director del Teatro Italiano. Allí también compone algunas obras, incluyendo un nuevo himno nacional del Imperio Otomano.  
En 1851 pasa a ser director del Teatro Carlo Felice de Génova, ciudad en la que asentaría para el resto de su vida, a pesar de recibir ofertas para dirigir algunos de los más importantes teatros europeos. En 1853 conocería allí a Verdi, con quien entablaría pronto una profunda amistad. En 1857 dirigió en Rimini el estreno de Aroldo. En los años siguientes pudo dirigir el estreno de Amleto, de Franco Faccio (1865), y las primeras audiciones en Italia de L'Africaine (Bolonia, 1865) y Don Carlo (Bolonia, 1867).
La amistad de Mariani con Verdi terminó abruptamente en 1869, a raíz de desencuentros profesionales en relación con la organización de la composición de la Messa per Rossini, obra colectiva de varios compositores italianos en homenaje a Rossini, un año después de su muerte. Posteriormente, en 1871, la soprano Teresa Stolz, prometida de Mariani, que era una de las sopranos favoritas de Verdi, rompe el compromiso con el director. Poco después, la prensa publica que la Stolz mantiene una relación con Verdi. Cuando Verdi ofrece a Mariani la dirección del estreno en El Cairo de su nueva ópera, Aida, el director rechaza el ofrecimiento, alegando problemas de salud que le impiden realizar el viaje.
El distanciamiento con Verdi tuvo como consecuencia el acercamiento a la música de Wagner. Mariani dirigió en 1871, en el Comunale de Bolonia, el estreno en Italia de Lohengrin, y en 1872, el de Tannhäuser.
Mariani murió en su casa de Génova en 1873, a los 51 años, víctima de un cáncer.